# Minnie Riperton

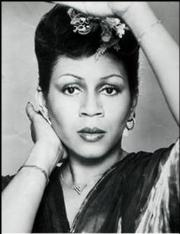
Minnie Riperton (1977)

Minnie Julia Riperton, född 8 november 1947 i Chicago, död 12 juli 1979 i Los Angeles, var en amerikansk soulsångerska och låtskrivare. Hennes största hit var "Lovin' You" (1975) som nådde Billboardlistans förstaplats. Hon var mor till komikern och skådespelaren Maya Rudolph. Riperton avled i bröstcancer.

## Diskografi

### Album
- 1969 – Come to My Garden
- 1973 – Perfect Angel
- 1975 – Adventures in Paradise
- 1977 – Stay in Love
- 1979 – Minnie
- 1980 – Love Lives Forever